# Шабан Шаља
Шабан Шаља (Негровац, 1. децембар 1958 — 5. јануар 2012) је био припадник ОВК и један од команданата Косовског заштитног корпуса.
У оквиру ОВК обављао је дужност заменика команданта за подручје Дренице, а касније је, у КЗК, најпре постављен за команданта 6. РТГ, а потом за команданта 1. РТГ Дреница. 
Рођен је 1. децембра 1958. године у селу Негровац, општина Глоговац. Због деловања у оквиру илегалне организације Народни покрет Републике Косова 1985. године је осуђен на 7 година затвора.
Одговоран је за формирање илегалних затвора и логора у селу Ликовац, општина Србица, и у селу Лапушник, општина Глоговац. У овим затворима су мучени и убијани цивили српске, али и албанске националности, за које је ОВК сумњала да сарађују са МУП - ом Србије. Руководећи 6. РТГ до октобра 2000. године наредио је интензивирање терористичких акција и застрашивање српског становништва у селу Пасјане, општина Гњилане. Такође, саветовао је грађане албанске националности из села Мучибаба, Липовица и Буринце, да се организовано иселе у Гњилане, како би створио шири простор за предузимање терористичких активности и пребацивање оружја у Прешевску долину. За извођење ових активности, формиране су базе под контролом Главног штаба 6. РТГ.
Заједно са Рамушом Харадинајем, један је од главних организатора трговине дрогом на Косову. Ову активност спроводи са Башкимом Ибрахимијем и Имером Тахиријем из Прешева, а део средстава добијених на овај начин коришћен је за финансирање ОВПМБ.
У блиским је контактима са бившом припадницом ОВК Ирфетом Спахију, над којом су у новембру 2000. године припадници норвешког КФОР-а водили истрагу, због умешаности у недозвољену трговину и проституцију деце и одраслих, као и у трговину људским органима. Приликом претреса њеног стана, пронађена су документа која припадају Шаљи, а сумња се да је и он лично учествовао у наведеним активностима Ирфете Спахију.
Оптужен је за наређивање и учествовање у малтретирању Срба и Албанаца заробљених марта 1999. године и затворених у два затвора у Клечки, заједно са Фатмиром Лимајем и другим припадницима Ослободилачке војске Косова.